# René Ponk
René Ponk (Amsterdam, 21 d'octubre de 1971) és un exfutbolista neerlandès, que jugava com a porter.
Va militar en equips del seu país com l'FC Utrecht, VVV Venlo o FC Dordrecht. Fora dels Països Baixos, va militar entre 1997 i 2000 a la SD Compostela, jugant tant la Primera com la Segona divisió espanyola.